# Artemisia macivarae
Artemisia macivarae là một loài thực vật có hoa trong họ Cúc. Loài này được Hutch. & Dalziel mô tả khoa học đầu tiên năm 1931.